# Lista zawodowych mistrzów świata wagi junior koguciej w boksie
Waga juniorkogucia jest jedną z młodszych kategorii boksu zawodowego. Została wprowadzona w roku 1920, ale nigdy nie była stosowana. Reaktywowana została w roku 1979 przez WBC z limitem 115 funtów, a następnie przyjęta przez WBA (1981), IBF (1983) i WBO (1989). Jej limit wynosi 52,2 kg (115 funtów).
Każda z federacji boksu zawodowego uznaje swoich mistrzów świata i prowadzi własne listy bokserów ubiegających się o tytuł. Poniżej zestawiono mistrzów świata czterech podstawowych organizacji boksu zawodowego:
- World Boxing Association (WBA) powstała w roku 1962 na bazie istniejącej od 1921 roku National Boxing Association (NBA),
- World Boxing Council (WBC) założona w roku 1963,
- International Boxing Federation (IBF) założona w 1983,
- World Boxing Organization (WBO) założona w roku 1988.

| Zdobycie tytułu | Utrata tytułu        | Mistrz                  | Mistrz            | Organizacja          | Obrona tytułu |
| --- | -------------------- | ----------------------- | ----------------- | -------------------- | ------------- |
| 2 lutego 1980 | 24 stycznia 1981     | Rafael Orono            | Wenezuela         | WBC                  | 3             |
| Orono został inauguracyjnym mistrzem federacji WBC po pokonaniu Południowokoreańczyka Lee Seung-hoona.                                                                     |                      |                         |                   |                      |               |
| 24 stycznia 1981 | 28 listopada 1982    | Kim Chul-ho             | Korea Południowa  | WBC                  | 5             |
| 12 września 1981 | 5 grudnia 1981       | Gustavo Ballas          | Argentyna         | WBA                  | 0             |
| Ballas został pierwszym mistrzem federacji WBA po zwycięstwie nad Południowokoreańczykiem Bae Sok-chulem przez TKO w 8r.                                                   |                      |                         |                   |                      |               |
| 5 grudnia 1981 | 8 kwietnia 1982      | Rafael Pedroza          | Panama            | WBA                  | 0             |
| 8 kwietnia 1982 | 1984                 | Jiro Watanabe           | Japonia           | WBA                  | 6             |
| Watanabe pokonał Payao Poontarata 5 lipca 1984 i został mistrzem WBC, ale WBA nie uznała tej walki za unifikacyjną i pozbawiła go swojego pasa.                            |                      |                         |                   |                      |               |
| 28 listopada 1982 | 27 listopada 1983    | Rafael Orono            | Wenezuela         | WBC                  | 3             |
| 27 listopada 1983 | 5 lipca 1984         | Payao Poontarat         | Tajlandia         | WBC                  | 1             |
| 10 grudnia 1983 | 3 maja 1985          | Chun Ju-do              | Korea Południowa  | IBF                  | 5             |
| Ju Do Chun został pierwszym mistrzem federacji IBF po pokonaniu Japończyka Ken Kasugai przez TKO w 5r.                                                                     |                      |                         |                   |                      |               |
| 5 lipca 1984 | 30 marca 1986        | Jiro Watanabe           | Japonia           | WBC                  | 4             |
| 21 listopada 1984 | 21 grudnia 1991      | Khaosai Galaxy          | Tajlandia         | WBA                  | 19            |
| Khaosai Galaxy pozostawił wakujący tytuł kończąc karierę po 19 zwycięskiej obronie 21 grudnia 1991 z Armando Castro.                                                       |                      |                         |                   |                      |               |
| 3 maja 1985 | 15 lutego 1986       | Ellyas Pical            | Indonezja         | IBF                  | 1             |
| 15 lutego 1986 | 5 lipca 1986         | Cesar Polanco           | Dominikana        | IBF                  | 0             |
| 30 marca 1986 | 16 maja 1987         | Gilberto Roman          | Meksyk            | WBC                  | 6             |
| 5 lipca 1986 | 28 lutego 1987       | Ellyas Pical            | Indonezja         | IBF                  | 1             |
| Pical został pozbawiony tytułu IBF po walce z Khaosai Galaxym o pas WBA, którą przegrał przez TKO w 14r.                                                                   |                      |                         |                   |                      |               |
| 16 maja 1987 | 8 sierpnia 1987      | Santos Benigno Laciar   | Argentyna         | WBC                  | 0             |
| 17 maja 1987 | 17 października 1987 | Chang Tae-il            | Korea Południowa  | IBF                  | 0             |
| 8 sierpnia 1987 | 8 kwietnia 1988      | Sugar Baby Rojas        | Kolumbia          | WBC                  | 1             |
| 17 października 1987 | 14 października 1989 | Ellyas Pical            | Indonezja         | IBF                  | 3             |
| 8 kwietnia 1988 | 7 listopada 1989     | Gilberto Roman          | Meksyk            | WBC                  | 5             |
| 29 kwietnia 1989 | 22 lutego 1992       | José Ruíz               | Portoryko         | WBO                  | 4             |
| José Ruiz został pierwszym mistrzem federacji WBO po zwycięstwie na punkty nad Sugar Baby Rojasem.                                                                         |                      |                         |                   |                      |               |
| 14 października 1989 | 21 kwietnia 1990     | Juan Polo Perez         | Kolumbia          | IBF                  | 0             |
| 7 listopada 1989 | 20 stycznia 1990     | Nana Konadu             | Ghana             | WBC                  | 0             |
| 20 stycznia 1990 | 13 listopada 1993    | Moon Sung-kil           | Korea Południowa  | WBC                  | 9             |
| 21 kwietnia 1990 | 16 stycznia 1993     | Robert Quiroga          | Stany Zjednoczone | IBF                  | 5             |
| 22 lutego 1992 | 4 września 1992      | Jose Quirino            | Meksyk            | WBO                  | 0             |
| 10 kwietnia 1992 | 18 września 1994     | Katsuya Onizuka         | Japonia           | WBA                  | 5             |
| 4 września 1992 | 25 marca 1994        | Johnny Bredahl          | Dania             | WBO                  | 3             |
| Bredahl pozostawił wakujący tytuł przechodząc do kategorii koguciej. |                      |                         |                   |                      |               |
| 16 stycznia 1993 | 29 sierpnia 1994     | Julio Cesar Borboa      | Meksyk            | IBF                  | 5             |
| 13 listopada 1993 | 4 maja 1994          | Jose Luis Bueno         | Meksyk            | WBC                  | 0             |
| 4 maja 1994 | 20 lutego 1997       | Hiroshi Kawashima       | Japonia           | WBC                  | 6             |
| 29 sierpnia 1994 | 7 października 1995  | Harold Grey             | Kolumbia          | IBF                  | 3             |
| 18 września 1994 | 22 lipca 1995        | Lee Hyung-chul          | Korea Południowa  | WBA                  | 1             |
| 12 października 1994 | 18 lipca 1997        | Johnny Tapia            | Stany Zjednoczone | WBO                  | 11            |
| 22 lipca 1995 | 24 sierpnia 1996     | Alimi Goitia            | Wenezuela         | WBA                  | 3             |
| 7 października 1995 | 27 kwietnia 1996     | Carlos Gabriel Salazar  | Argentyna         | IBF                  | 1             |
| 27 kwietnia 1996 | 24 sierpnia 1996     | Harold Grey             | Kolumbia          | IBF                  | 0             |
| 24 sierpnia 1996 | 18 lipca 1997        | Danny Romero            | Stany Zjednoczone | IBF                  | 2             |
| 24 sierpnia 1996 | 23 grudnia 1997      | Yokthai Sithoar         | Tajlandia         | WBA                  | 4             |
| 20 lutego 1997 | 29 sierpnia 1998     | Gerry Peñalosa          | Filipiny          | WBC                  | 3             |
| 18 lipca 1997 | 1998                 | Johnny Tapia            | Stany Zjednoczone | IBF i WBO            | 2             |
| Tapia pozostawił wakujące tytuły przechodząc do kategorii koguciej. |                      |                         |                   |                      |               |
| 23 grudnia 1997 | 23 grudnia 1998      | Satoshi Iida            | Japonia           | WBA                  | 2             |
| 29 sierpnia 1998 | 27 sierpnia 2000     | Cho In-joo              | Korea Południowa  | WBC                  | 5             |
| 7 listopada 1998 | 7 czerwca 1999       | Victor Godoi            | Argentyna         | WBO                  | 0             |
| 23 grudnia 1998 | 31 lipca 1999        | Jesús Kiki Rojas        | Wenezuela         | WBA                  | 1             |
| 7 czerwca 1999 | 20 listopada 1998    | Diego Morales           | Meksyk            | WBO                  | 1             |
| 24 kwietnia 1999 | 2000                 | Mark Johnson            | Stany Zjednoczone | IBF                  | 2             |
| Johnson pozostawił wakujący tytuł przechodząc do wagi koguciej. |                      |                         |                   |                      |               |
| 31 lipca 1999 | 9 października 2000  | Hideki Todaka           | Japonia           | WBA                  | 2             |
| 20 listopada 1999 | 16 czerwca 2001      | Adonis Rivas            | Nikaragua         | WBO                  | 2             |
| 22 lipca 2000 | 4 stycznia 2003      | Felix Machado           | Wenezuela         | IBF                  | 3             |
| 27 sierpnia 2000 | 28 czerwca 2004      | Masamori Tokuyama       | Korea Północna    | WBC                  | 8             |
| 9 października 2000 | 11 marca 2001        | Leo Gamez               | Wenezuela         | WBA                  | 0             |
| 11 marca 2001 | 9 marca 2002         | Celes Kobayashi         | Japonia           | WBA                  | 1             |
| 16 czerwca 2001 | 22 czerwca 2002      | Pedro Alcázar           | Panama            | WBO                  | 1             |
| 9 marca 2002 | 3 grudnia 2004       | Alexander Muñoz         | Wenezuela         | WBA                  | 3             |
| 22 czerwca 2002 | 16 sierpnia 2003     | Fernando Montiel        | Meksyk            | WBO                  | 1             |
| 4 stycznia 2003 | 3 listopada 2006     | Luis Alberto Pérez      | Nikaragua         | IBF                  | 3             |
| Pérez stracił tytuł nie mogąc utrzymać wagi i przeszedł do kategorii koguciej.                                                                                             |                      |                         |                   |                      |               |
| 16 sierpnia 2003 | 25 września 2004     | Mark Johnson            | Stany Zjednoczone | WBO                  | 1             |
| 28 czerwca 2004 | 18 lipca 2005        | Katsushige Kawashima    | Japonia           | WBC                  | 2             |
| 25 września 2004 | 9 kwietnia 2005      | Ivan Hernandez          | Meksyk            | WBO                  | 0             |
| 3 grudnia 2004 | 22 lipca 2006        | Martín Castillo         | Meksyk            | WBA                  | 3             |
| 9 kwietnia 2005 | 2009                 | Fernando Montiel        | Meksyk            | WBO                  | 4             |
| Montiel pozostawił wakujący tytuł przechodząc do wagi koguciej. |                      |                         |                   |                      |               |
| 18 lipca 2005 | 6 grudnia 2006       | Masamori Tokuyama       | Korea Północna    | WBC                  | 1             |
| Tokuyama pozostawił wakujący tytuł kończąc karierę po jego obronie z José Navarro 27 lutego 2006.                                                                          |                      |                         |                   |                      |               |
| 22 lipca 2006 | 3 maja 2007          | Nobuo Nashiro           | Japonia           | WBA                  | 1             |
| 3 stycznia 2007 | 17 maja 2008         | Cristian Mijares        | Meksyk            | WBC                  | 5             |
| 3 maja 2007 | 17 maja 2008         | Alexander Muñoz         | Wenezuela         | WBA                  | 2             |
| 13 października 2007 | 2 sierpnia 2008      | Dimitri Kirilov         | Rosja             | IBF                  | 1             |
| 17 maja 2008 | 1 listopada 2008     | Cristian Mijares        | Meksyk            | WBA Super i WBC      | 1             |
| 2 sierpnia 2008 | 1 listopada 2008     | Wachtang Darczinjan     | Armenia           | IBF                  | 1             |
| 15 września 2008 | 8 maja 2010          | Nobuo Nashiro           | Japonia           | WBA                  | 2             |
| 1 listopada 2008 | lipiec 2009          | Wachtang Darczinjan     | Armenia           | WBA Super, WBC i IBF | 1             |
| Darchinyan zrezygnował z tytułu IBF stając 11 lipca 2009 do pojedynku z Josephem Agbeko, mistrzem IBF wagi koguciej, który przegrał na punkty.                             |                      |                         |                   |                      |               |
| 28 marca 2009 | 4 września 2009      | José López              | Portoryko         | WBO                  | 0             |
| lipiec 2009 | 2010                 | Wachtang Darczinjan     | Armenia           | WBA Super i WBC      | 2             |
| Darchinyan 20 maja 2010 zdobył tytuł organizacji IBO w wadze koguciej rezygnując z obrony tytułów WBA i WBC.                                                               |                      |                         |                   |                      |               |
| 4 września 2009 | 21 listopada 2009    | Marvin Sonsona          | Filipiny          | WBO                  | 0             |
| Sonsona stracił tytuł nie mogąc dotrzymać limitu wagi w spotkaniu z Alejandro Hernandezem 21 listopada 2009. Pojedynek zakończył się remisem i tytuł oznaczono jako wakat. |                      |                         |                   |                      |               |
| 15 września 2009 | 31 lipca 2010        | Simphiwe Nongqayi       | Południowa Afryka | IBF                  | 1             |
| 30 lipca 2010 | 2010                 | Jorge Arce              | Meksyk            | WBO                  | 0             |
| Arce zdobył wakujący tytuł po pokonaniu Angky Angkota (Indonezja) przez TKO w 7r. Pozostawił wakujący tytuł przechodząc do wyższej kategorii.                              |                      |                         |                   |                      |               |
| 8 maja 2010 | 31 sierpnia 2011     | Hugo Fidel Cázares      | Meksyk            | WBA                  | 4             |
| 15 maja 2010 | 30 grudnia 2014      | Omar Andrés Narváez     | Argentyna         | WBO                  | 11            |
| 31 lipca 2010 | 11 grudnia 2010      | Juan Alberto Rosas      | Meksyk            | IBF                  | 0             |
| 20 września 2010 | 19 sierpnia 2011     | Tomás Rojas             | Meksyk            | WBC                  | 2             |
| Rojas zdobył wakujący tytuł po pokonaniu Japończyka Kohei Kono. |                      |                         |                   |                      |               |
| 11 grudnia 2010 | sierpień 2011        | Cristian Mijares        | Meksyk            | IBF                  | 1             |
| Mijares pozostawił wakujący tytuł przechodząc do kategorii koguciej. |                      |                         |                   |                      |               |
| 19 sierpnia 2011 | 27 marca 2012        | Suriyan Sor Rungvisai   | Tajlandia         | WBC                  | 1             |
| 31 sierpnia 2011 | listopad 2011        | Tomonobu Shimizu        | Japonia           | WBA                  | 0             |
| Shimizu utracił tytuł mistrzowski ze względu na przewlekłą kontuzję odniesioną w walce z Hugo Fidelem Cázaresem.                                                           |                      |                         |                   |                      |               |
| 8 października 2011 | 11 lutego 2012       | Rodrigo Guerrero        | Meksyk            | IBF                  | 0             |
| Guerrero zdobył wakujący tytuł po pokonaniu rodaka Raula Martineza. |                      |                         |                   |                      |               |
| 7 grudnia 2011 | 31 grudnia 2012      | Tepparith Kokietgym     | Tajlandia         | WBA                  | 3             |
| 11 lutego 2012 | czerwiec 2013        | Juan Carlos Sánchez Jr. | Meksyk            | IBF                  | 3             |
| Sanchez został pozbawiony tytułu IBF w czerwcu 2013. |                      |                         |                   |                      |               |
| 27 marca 2012 | 3 maja 2013          | Yōta Satō               | Japonia           | WBC                  | 2             |
| 31 grudnia 2012 | 6 maja 2013          | Kōhei Kōno              | Japonia           | WBA                  | 0             |
| 3 maja 2013 | 31 maja 2014         | Srisaket Sor Rungvisai  | Tajlandia         | WBC                  | 1             |
| 6 maja 2013 | 2 grudnia 2013       | Liborio Solís           | Wenezuela         | WBA                  | 0             |
| Solís został pozbawiony tytułu WBA 2 grudnia 2013 z powodu niemożności utrzymania wagi.                                                                                    |                      |                         |                   |                      |               |
| 3 września 2013 | 19 marca 2014        | Daiki Kameda            | Japonia           | IBF                  | 0             |
| Kameda zdobył wakujący tytuł IBF po pokonaniu Rodrigo Guerrero na punkty. Zrezygnował z tytułu w marcu 2014.                                                               |                      |                         |                   |                      |               |
| 26 marca 2014 | Nadal                | Kōhei Kōno              | Japonia           | WBA                  | 1             |
| 31 maja 2014 | Nadal                | Carlos Cuadras          | Meksyk            | WBC                  | 4             |
| 18 lipca 2014 | 6 lipca 2015         | Zolani Tete             | Południowa Afryka | IBF                  | 1             |
| Tete zdobył wakujący tytuł IBF po pokonaniu Teiru Kinoshity na punkty. Zrezygnował z niego 6 lipca 2015.                                                                   |                      |                         |                   |                      |               |
| 30 grudnia 2014 | Nadal                | Naoya Inoue             | Japonia           | WBO                  | 0             |
| 18 lipca 2015 | Nadal                | McJoe Arroyo            | Portoryko         | IBF                  | 0             |
| Arroyo zdobył wakujący tytuł IBF po zwycięstwie nad Anthonym Villanuevą z Filipin.                                                                                         |                      |                         |                   |                      |               |